# Cumulopuntia boliviana
Espèce
Statut de conservation UICN

 LC  : Préoccupation mineure
Cumulopuntia boliviana est une espèce de plantes dicotylédones de la famille des Cactaceae, originaire d'Amérique du Sud. Ce sont des cactus formant des « coussins » qui poussent dans les déserts andins à environ 4000 mètres d'altitude.

## Description

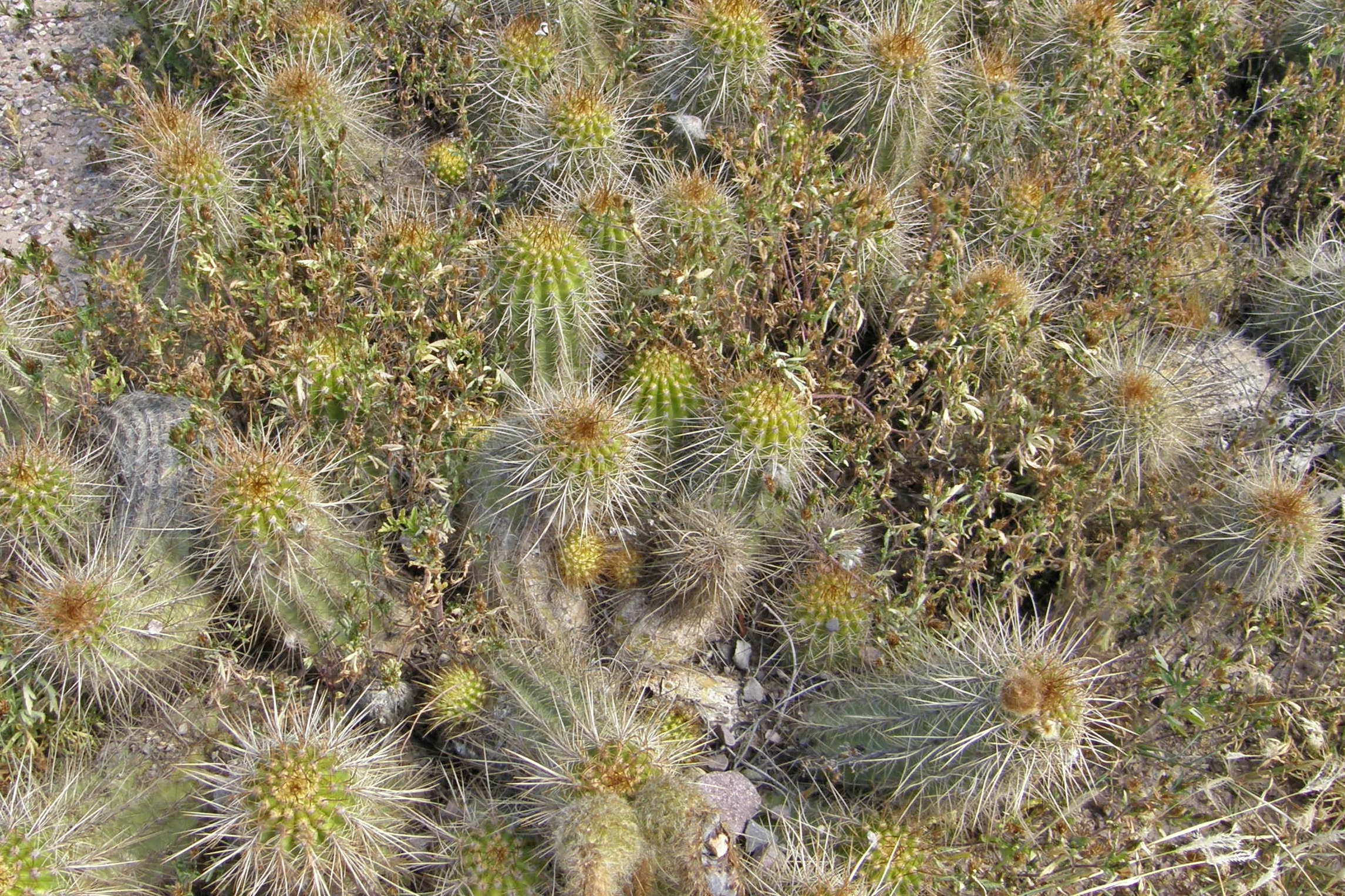
Aspect d'un « coussin ».

Cumulopuntia boliviana est un cactus densément armé d'épines jaunes à brun-rougeâtre qui peuvent atteindre 10 cm de long.
Ce cactus se développe en formant de grands « coussins » hémisphériques creux, allant jusqu'à un mètre de diamètre. Les segments de la tige, allongés à ovoïdes, vert pâle, mesurent jusqu'à 7,5 cm de long sur 4 cm de diamètre. Les fleurs, jaunes, rarement orange, rose ou rouge, atteignent 5 cm de long pour 6 cm de diamètre.

## Distribution et habitat
L'aire de répartition de Cumulopuntia boliviana s'étend du sud du Pérou au nord du Chili et de l'Argentine. Elle inclut notamment les régions de Puno, Tacna, Moquegua et Arequipa (sud du Pérou), l'altiplano bolivien et les régions d’Arica et Parinacota, Tarapacá et Antofagasta (Chili), et les provinces de Jujuy, Salta, Catamarca, La Rioja et San Juan (Argentine).
L'espèce se rencontre à des altitudes comprises entre 2000 et 4400 mètres, près de la ligne des hautes Andes, dans des zones plutôt arides où la sécheresse peut durer de 3 à 5 mois, avec des précipitations annuelles comprises entre 400 et 800 mm, concentrées en hiver.
Ce cactus préfère les expositions très ensoleillées, sur terrain plat ou sur des pentes faisant face au nord, et les sols sablonneux.

## Taxinomie

### Synonymes
Selon The Plant List (20 avril 2019) :
- Austrocylindropuntia boliviana (Salm-Dyck) G.D.Rowley
- Cumulopuntia famatinensis F.Ritter
- Cumulopuntia pampana F.Ritter

### Liste des sous-espèces
Selon The Plant List (20 avril 2019) :
- Cumulopuntia boliviana subsp. dactylifera (Vaupel) D.R.Hunt
- Cumulopuntia boliviana subsp. ignescens (Vaupel) D.R.Hunt